# Krystyna Jachimowska
Krystyna Anna Jachimowska (ur. 24 lipca 1946 w Bojanowie, zm. 24 stycznia 2021) – polska rolniczka i polityk, posłanka na Sejm PRL IX kadencji.

## Życiorys
W 1966 została absolwentką Technikum Hodowli Roślin i Nasiennictwa w Bojanowie. W 1969 podjęła pracę jako zootechnik i kierownik fermy drobiu w PGR Górka Wąsoska. Od 1973 prowadziła indywidualne gospodarstwo rolne. Pełniła funkcję wiceprezesa Wojewódzkiego Komitetu Zjednoczonego Stronnictwa Ludowego w Lesznie. Była też radną Miejsko-Gminnej Rady Narodowej oraz przewodniczącą Koła Gospodyń Wiejskich. W latach 1985–1989 pełniła mandat posłanki na Sejm PRL IX kadencji w okręgu Leszno z ramienia ZSL, zasiadając w Komisji Transportu, Żeglugi i Łączności.
Pochowana na cmentarzu parafialnym w Bojanowie.